# Vozerio
VOZERIO é um documentário brasileiro de 2015 dirigido por Vladimir Seixas e licenciado pelo Cine Brasil TV, realizado pela produtora Couro de Rato.

## Sinopse
O filme acompanha o processo de criação de coletivos, artistas e militantes políticos que reivindicam novas formas de insurgência. Além do contexto das grandes mobilizações de 2013, essas vozes trazem uma chave de compreensão da crise que vivenciamos e dos acirramentos dos protestos no Brasil. A performance dos corpos presentes nas ruas produz um vozerio onde um grito começa antes do outro terminar.

## Indicações a prêmios
Melhor Filme no VII CachoeiraDOC
VII Semana dos Realizadores
Visões Periféricas 2016
Festival Intersessão 2016
Performando Oposições 2016
ForumDOC 2016
Semana pela Soberania AudioVisual
DOCA - Argentina
Mostra Cachoeira em Movimento 2017
X Atlantidoc - Uruguai
4º Festival Internacional de Cine por los Derechos Humanos - Colômbia